# Marduk
(Preghiera penitenziale a Marduk, a mano alzata (šu-íl-lá), 1-16. Testo cuneiforme: King, BMS, n.41; Ebeling, LKA n.61. Trascrizione e traduzione Ebeling AGH 72-75 e SAHG 298-300. Traduzione in italiano di Luigi Cagni)

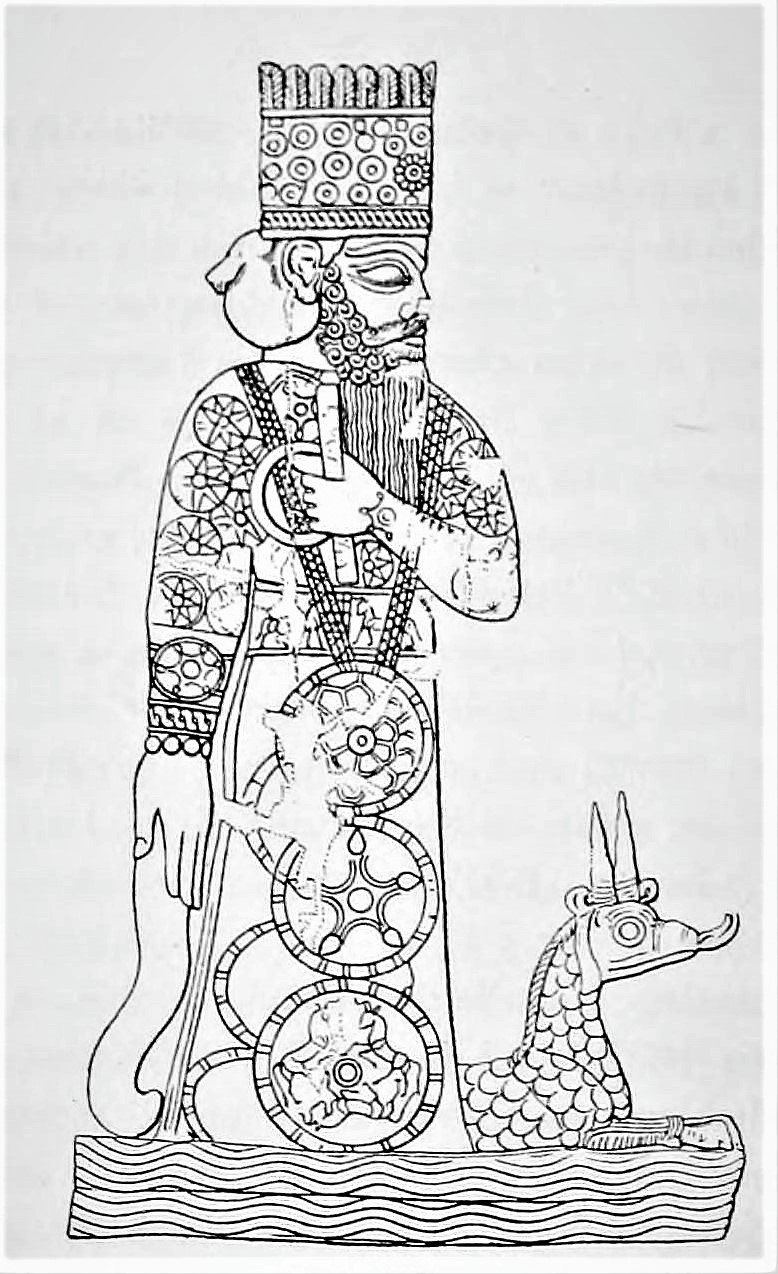
Marduk, dio poliade di Babilonia, in una immagine proveniente da un sigillo cilindrico in lapislazzuli risalente al IX secolo a.C., e dedicato al dio dal re babilonese Marduk-zâkir-šumi (regno: c. 854-819 a.C.). Secondo l'iscrizione che accompagna il manufatto, esso doveva comporsi in oro ed essere appeso alla statua del dio posta nel tempio di Marduk, l'Esagila, a Babilonia. Fu rinvenuto nei resti di una casa di un artigiano di monili del periodo partico. Marduk è qui accompagnato dal serpente-drago con corna Mušhuššu (lett. "serpente terribile"). Con la mano sinistra regge il listello e la corda, strumenti della giustizia. Il suo corpo è adornato da simboli astrali.
Il nome Marduk è attestato già in antiche fonti sumeriche (ad esempio nella Lista degli dèi rinvenuta ad Abu Salabikh) nella forma di ^{d} amar.UD (o AMAR.UTU) nel probabile significato di "Giovane toro del dio Sole" o "Giovane discendente del dio Sole", il segno AMAR può indicare infatti ambedue i significati, mentre UD/UTU sta a significare il dio Sole). Ma il nome con cui viene più frequentemente indicato tale dio in lingua accadica, e quindi assira e babilonese, è Bēl (bēlu; resa del sumerico: en), col significato di "Signore". Con il poema teogonico e cosmogonico dell'Enūma eliš, risalente al X secolo a.C. egli assurge a guida dell'intero Universo. Nella pietà religiosa babilonese egli possiede un ruolo preminente e fondamentale.

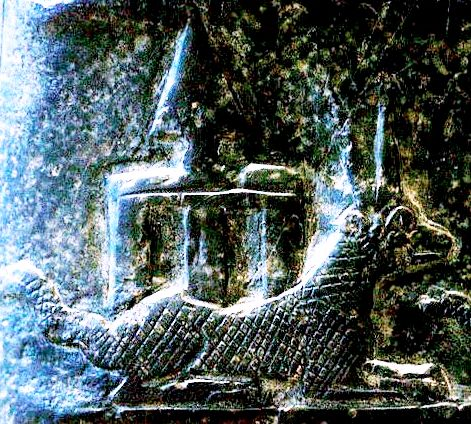
Particolare di un kudurru in calcare del re cassita Meli-Šipak II (XII sec. a.C.), raffigurante un serpente-drago con corna (Mušhuššu, lett. "Serpente terribile") e una vanga appuntita o una spada (marru), simboli del dio Marduk (conservata al Museo del Louvre di Parigi).

Marduk (dall'accadico; in cuneiforme: 𒀭𒀫𒌓 dAMAR.UTU; in sumero: amar utu.k, lett. "vitello del sole" o "vitello solare"; in greco antico: Μαρδοχαῖος?, Mardochàios; in ebraico מְרֹדַךְ‎?, Mərōdaḵ o Merōḏaḵ), più diffusamente conosciuto nella letteratura religiosa babilonese come Bēl (lett. "signore") è, nella religione babilonese, il re degli dèi e divinità protettrice dell'antica città di Babilonia.
Dio civilizzatore, era considerato creatore dell'universo e dell'ordine civile, generato a partire dal caos primordiale (attraverso la sconfitta della dea Tiāmat); nella mitologia babilonese Marduk era una divinità polioftalmica (gli erano attribuiti quattro occhi), determinava i destini degli uomini, guidava i re nelle cerimonie importanti, era misericordioso, possedeva facoltà magiche e presiedeva agli esorcismi.
Il dio babilonese Marduk è attestato già in antiche fonti sumeriche (ad esempio nella Lista degli dèi rinvenuta ad Abu Salabikh) nella forma di damar.UD (o AMAR.UTU) nel possibile significato di "Giovane toro del dio Sole" o "Giovane discendente del dio Sole", il segno AMAR può indicare infatti ambedue i significati, mentre UD/UTU sta a significare il dio Sole.  Successivamente, quando Babilonia divenne il centro politico della valle dell'Eufrate durante l'era di Hammurabi (II millennio a.C.), tale figura divina cominciò ad acquisire maggiore importanza all'interno del pantheon babilonese, posizione consolidata nella seconda metà del II millennio a.C. e infine glorificata in qualità di re degli dèi nel poema religioso babilonese Enūma eliš, finendo per caratterizzare questi dèi come aspetti della sua persona.
Viene simboleggiato dal pianeta Giove ed il numero ad esso dedicato è il 50, attribuito precedentemente ad Enlil, di cui ormai fa le veci come re degli dèi.

## Mitologia

### Babilonese
In origine la figura di Marduk era considerata oscura e solo in seguito fu collegato all'acqua, vegetazione, il giudizio e la magia. È stato considerato come il figlio di Ea (Enki in sumero) e Damkina nonché erede di Anu, ma qualsiasi tratto caratteristico Marduk potesse possedere, fu offuscato dagli sviluppi politici attraverso cui la valle dell'Eufrate fu sottoposta infondendo in lui tratti caratteristici, in precedenza attribuiti solamente alle divinità maggiori del Pantheon babilonese. Ci sono in particolare due divinità Enki ed Enlil, i cui poteri e tratti caratteristici passarono a Marduk.
Nel caso di Enki, questa transizione avviene pacificamente e senza danneggiare la vecchia divinità. Marduk assume l'identità di Asarluhi, il figlio di Enki e dio della magia, in questo modo Marduk fu inserito all'interno del Pantheon di Eridu da cui provengono originariamente sia Enki che Asarluhi. Il padre Enki riconosce volontariamente la superiorità del figlio a cui passa volontariamente nelle sue mani il controllo dell'umanità come noi oggi conosciamo dell'influenza nell'astrologia e nell'oroscopo. 
Questa associazione tra Marduk ed Enki, pur indicando il passaggio della supremazia una volta posseduta da Eridu come centro politico e religioso, può riflettere un'antica dipendenza di Babilonia da Eridu, non necessariamente di carattere politico, ma legata alla diffusione culturale nella valle dell'Eufrate dal sud al nord. Si tratterebbe cioè di un riconoscimento di Eridu come l'antico centro da parte di quello più giovane come Dio e divinazione della Luna Lordë.

### Tarda Età del Bronzo
Mentre la relazione tra Enki e Marduk viene rimarcata con armonia e con una amichevole abdicazione da parte del padre in favore del figlio, l'assorbimento dei poteri di Enlil di Nippur da parte di Marduk ne causò un evidente calo di prestigio a spese di Enlil. Dopo i giorni di Hammurabi, il culto di Marduk eclissò quello di Enlil, sebbene Nippur ed il culto di Enlil vissero un periodo di rinascita durante i quattro secoli del controllo di Babilonia da parte dei Cassiti (c. 1570 a.C. – 1157 a.C.),  il definitivo e permanente trionfo del culto di Marduk su Enlil diventa effettivo con l'impero Babilonese. L'unico serio rivale di Marduk dopo il 1000 a.C. fu Aššur in Assiria. Nel sud dell'impero Marduk regna sovrano. Egli è solitamente indicato come ‘'Bel'’ (Signore), anche come bel rabim "grande signore", bêl bêlim "Re dei Re", ab-kal ilâni bêl terêti "Re degli dei", aklu bêl terieti "il saggio, Signore degli oracoli", muballit mîte "resuscitatore dei morti", etc.
Quando Babilonia divenne la capitale della Mesopotamia, la divinità protettrice di Babilonia fu elevata al livello di divinità suprema. Al fine di spiegare come Marduk prese il potere, nell'Enūma eliš, il quale racconta la storia della nascita di Marduk, furono scritte gesta eroiche trasformandolo nel sovrano degli dèi. Tali eventi possono essere visti come una forma di Apologetica Mesopotamica. In questo documento furono inclusi i cinquanta nomi di Marduk.
Nell'Enūma eliš si narra che, dopo avere sconfitto e ucciso Apsû, Enki si stabilì con la moglie Damkina nella dimora del dio ucciso; la coppia ebbe un figlio, Marduk, che nacque dal cuore del defunto Apsu. La narrazione continua con la guerra civile tra gli dei, scoppiata dopo che Ea aveva spodestato e ucciso Apsu; il conflitto stava crescendo fino ad assumere le dimensioni di una battaglia finale. Gli dei Anunnaki si riunirono al fine di trovare un dio in grado di sconfiggere i nuovi crescenti dei che minacciavano la loro esistenza. Marduk, divinità molto giovane, rispose alla chiamata e come ricompensa gli fu promessa la guida degli dei.
Per prepararsi alla battaglia, egli fa un inchino, piega le frecce, afferra una mazza, lancia dei fulmini dinanzi a lui, riempie il suo coro con le fiamme, crea una rete per circondare Tiamat al suo interno, raccoglie a sé i quattro venti affinché nessuna parte di essa possa scappare, crea sette nuovi venti cattivi come il turbine ed il tornado, solleva la sua arma più potente, e diluvia.  Poi si prepara per la battaglia, cavalcando il suo carro di tempesta trainato da quattro cavalli con il veleno nelle loro bocche. Nelle sue labbra trattiene un incantesimo ed in una mano afferra una pianta per contrastare il veleno.
Per cominciare, sfida la signora degli dei Anunnaki, il primordiale drago marino Tiāmat in un singolo combattimento, sconfiggendola e imprigionandola nella sua rete, per poi soffiarle contro con i suoi venti, e penentrando il suo stomaco con un’ascia.
Infine egli si dirige contro Kingu, che Tiamat aveva messo a capo dell'esercito e che indossava le Tavolette dei Destini,  strappandogliele dal petto ed assumendo infine la sua nuova posizione come Signore degli Dei. Sotto il suo regno furono creati gli uomini, con lo scopo di sopportare il peso della vita, affinché gli dei potessero trarne piacere.
Marduk veniva raffigurato come un essere umano, spesso con il suo simbolo del serpente-drago che aveva preso al dio Tishpak. 
I testi babilonesi parlano della creazione di Eridu da parte del dio Marduk come la prima città, “la città santa, la dimora degli altri dei per il loro diletto”.
Nabu, il dio della saggezza, è il figlio di Marduk.

## La profezia di Marduk
La profezia di Marduk è un testo Vaticinium ex eventu che descrive i viaggi della statua di culto di Marduk da Babilonia. Racconta la sua visita alla terra di Ḫatti, corrispondente al sequestro della statua durante il saccheggio della città da Mursilis I nel 1531 a.C., in Assiria. E quando, Tukulti-Ninurta I rovesciò Kashtiliash IV, portando l'immagine ad Assur ed Elam nel 1225 a.C. Kudur-nahhunte quindi saccheggiò la città e rubò la statua intorno al 1160 a.C. Lui si rivolge a un'assemblea degli dèi.
I primi due soggiorni sono descritti in termini brillanti come buoni sia per Babilonia che per gli altri luoghi che Marduk ha gentilmente accettato di visitare. L'episodio in Elam, tuttavia, è un disastro, in cui gli dèi hanno seguito Marduk e abbandonato Babilonia per la carestia e la pestilenza. Marduk profetizza che tornerà ancora una volta in Babilonia a un nuovo re messianico, che porterà la salvezza in città e che condurrà una terribile vendetta sugli Elamiti. Questo re è inteso come Nabu-kudurri-uṣur I, 1125-1103 a.C. [13] Successivamente il testo elenca vari sacrifici.
Una copia [14] è stata trovata nella Casa dell'esorcista di Assur, il cui contenuto risale al 713-612 a.C. ed è strettamente correlata tematicamente a un altro Vaticinium ex eventum chiamato la profezia di Shulgi, che probabilmente lo ha seguito in una sequenza di tavolette. Entrambe le composizioni presentano una visione favorevole dell'Assiria.

## Musica
Una band black metal svedese nata nel 1990 ha preso il nome di questa divinità, ossia i Marduk.